# Brachtenbach
Brachtenbach (luxemburgisch Bruechtebaachⓘ) ist eine Ortschaft in der Gemeinde Wintger im Nordwesten Luxemburgs. 2005 betrug die Einwohnerzahl 149.

## Geographie
Brachtenbach liegt im zumeist luxemburgischen Ardennen-Ausläufer Ösling, knapp 4 Kilometer Luftlinie östlich der Grenze zu Belgien. Wintger, der Hauptort der 27 Ortschaften umfassenden, flächengrößten luxemburgischen Gemeinde, befindet sich ca. 3,5 Kilometer Luftlinie nördlich von Brachtenbach.
Über die ortsdurchführende Nebenstraße CR 309 ist Brachtenbach im westlichen Nachbarort Derenbach an die Nationalstraße 12 angebunden, die von der belgisch-luxemburgischen Grenze im Norden durch den Nordwesten des Landes führt und südlich der Stadt Wiltz in Büderscheid in die N 15 übergeht.

## Söhne und Töchter der Stadt
Der Journalist, Verleger und Schriftsteller Nic Weber wurde 1926 in Brachtenbach geboren.